# إيرا سميث
إيرا سميث (بالإنجليزية: Ira Smith)‏ هو لاعب كرة قاعدة أمريكي، ولد في 4 أغسطس 1967.